# São Bernardo do Campo
São Bernardo do Campo är en stad och kommun i Brasilien och ligger i delstaten São Paulo. Staden ingår i São Paulos storstadsområde och har strax över 800 000 invånare i kommunen. São Bernardo do Campo grundades av João Ramalho år 1553 och blev en egen kommun 1944, från att tidigare tillhört Santo André.
São Bernardo har sedan 50-talet haft många bilindustrier, bland annat Volkswagen, Ford, Scania, Toyota och Mercedes-Benz. Sedan sommaren 2020 har även Saab en fabrik i São Bernardo do Campo för att tillverka Gripen-flygplan till Brasiliens flygvapen.

## Administrativ indelning
Kommunen var år 2010 indelad i två distrikt:
- Riacho Grande
- São Bernardo do Campo

## Kända personer
Deco, portugisisk landslagsspelare i fotboll, och Thiago Motta, italiensk landslagsspelare i fotboll, är födda i staden.